# Malodae
Pyrodae
Super-tribu
Super-tribu
Les Malodae, syn. Pyrodae, sont une super-tribu de plantes à fleurs de la sous-famille des Amygdaloideae (famille des Rosaceae).

## Description
Les membres de la super-tribu sont des herbacées vivaces (seulement le genre Gillenia), des arbres ou des arbustes. Les feuilles sont composées chez les genres Gillenia, Cormus, Osteomeles et certains Sorbus. Cette super-tribu contient les hôtes des rouilles Phragmidium et Gymnosporangium. Les ovaires sont généralement connés (séparés ou uniques chez Kageneckia et certains membres des Pyrinae - Chamaemeles, Cotoneaster, Dichotomanthes, Heteromeles et Pyracantha). Les ovules sont basaux, pairs, collatéraux, avec des obturateurs funiculaires.

## Taxinomie
La super-tribu des Pyrodae a été décrite en 2007 comme le clade le plus inclusif contenant le genre Pyrus (genre type) mais pas les tribus des Amygdaleae, Osmaronieae, Kerrieae, Neillieae, Sorbarieae ou Spiraeeae ; ce clade regroupant le genre Gillenia (unique représentant de la tribu des Gillenieae) et la tribu des Pyreae. Elle a été renommée Malodae et la tribu des Pyreae a été renommée Maleae, noms formés sur le genre type Malus. En effet, une modification postérieure du CINB a donné la priorité aux noms infra-familiaux basés sur des noms de famille conservés (nomen conservandum), en l'occurrence Malaceae.
Gillenia, avec un nombre de chromosomes de base de neuf, est le genre supposé existant de la lignée ancestrale qui aurait donné naissance à la tribu des Maleae par autopolyploïdisation.

## Liste des tribus
Selon Hilary (2023) :
- Gillenieae Maxim., 1879
- Maleae Small, 1933